# Tanjung Alam (Sei Dadap)
Tanjung Alam is een bestuurslaag in het regentschap Asahan van de provincie Noord-Sumatra, Indonesië. Tanjung Alam telt 5355 inwoners (volkstelling 2010).